# Polen op de Olympische Winterspelen 1956
Tijdens de Olympische Winterspelen van 1956, die in Cortina d'Ampezzo (Italië) werden gehouden, nam Polen voor de zevende keer deel.

## Medailleoverzicht
| Sport              | Olympiër                  | Discipline | Medaille |
| ------------------ | ------------------------- | ---------- | -------- |
| Noordse combinatie | Franciszek Gąsienica Groń | mannen     | Brons    |

## Deelnemers en resultaten

### Alpineskiën
| Olympiër               | Discipline       | Resultaat | Prestatie                    |
| ---------------------- | ---------------- | --------- | ---------------------------- |
| Włodzimierz Czarniak   | reuzenslalom (m) | 28e       | 3.24,2 (+24,1)               |
| Jan Gąsienica Ciaptak  | slalom (m)       | 16e       | 3.40,0 (+25,3) 1.33,8+2.06,2 |
| Andrzej Gąsienica Roj  | afdaling (m)     | 15e       | 3.09,3 (+17,1)               |
| Andrzej Gąsienica Roj  | reuzenslalom (m) | 54e       | 3.48,6 (+48,5)               |
| Andrzej Gąsienica Roj  | slalom (m)       | 23e       | 3.55,8 (+41,1) 1.50,6+2.05,2 |
| Józef Marusarz         | reuzenslalom (m) | 35e       | 3.29,3 (+29,2)               |
| Jan Zarycki            | afdaling (m)     | dq        | diskwalificatie              |
| Jan Zarycki            | reuzenslalom (m) | 23e       | 3.22,3 (+22,2)               |
| Jan Zarycki            | slalom (m)       | dq        | diskwalificatie              |
|                        |                  |           |                              |
| Maria Gąsienica Daniel | afdaling (v)     | dq        | diskwalificatie              |
| Maria Gąsienica Daniel | reuzenslalom (v) | 35e       | 2.10,9 (+14,4)               |
| Maria Gąsienica Daniel | slalom (v)       | dq        | diskwalificatie              |
| Barbara Grocholska     | afdaling (v)     | 17e       | 1.51,7 (+11,0)               |
| Barbara Grocholska     | reuzenslalom (v) | 30e       | 2.05,5 (+9,0)                |
| Maria Kowalska         | afdaling (v)     | 19e       | 1.51,9 (+11,2)               |
| Maria Kowalska         | reuzenslalom (v) | 20e       | 2.02,8 (+6,3)                |
| Maria Kowalska         | slalom (v)       | 22e       | 2.21,7 (+29,4) 58,7+1.23,0   |

### Bobsleeën
| Olympiër                                                                                 | Discipline             | Resultaat | Prestatie                                                |
| ---------------------------------------------------------------------------------------- | ---------------------- | --------- | -------------------------------------------------------- |
| Aleksy Konieczny Zbigniew Skowroński                                                     | 2-mansbob (m) Polen I  | 19e       | 5.50,85 (+20,71) (1.27,21 / 1.27,23 / 1.27,87 / 1.28,54) |
| Stefan Ciapała Aleksander Habela                                                         | 2-mansbob (m) Polen II | 16e       | 5.46,35 (+16,21) (1.27,70 / 1.26,49 / 1.26,24 / 1.25,92) |
| Stefan Ciapała Jerzy Olesiak Józef Szymański Aleksander Habela                           | 4-mansbob (m) Polen I  | 15e       | 5.23,49 (+13,05) (1.19,95 / 1.20,25 / 1.21,10 / 1.22,19) |
| Aleksy Konieczny Zygmunt Konieczny Włodzimierz Źróbik Zbigniew Skowroński Jan Dombrowski | 4-mansbob (m) Polen II | 21e       | 5.28,40 (+17,96) (details niet bekend)                   |

### Langlaufen
| Olympiër                                                           | Discipline            | Resultaat | Prestatie                                        |
| ------------------------------------------------------------------ | --------------------- | --------- | ------------------------------------------------ |
| Stanisław Bukowski                                                 | 30 km (m)             | 29e       | 1:56.26 (+12.20)                                 |
| Stanisław Bukowski                                                 | 50 km (m)             | 13e       | 3:10.49 (+20.22)                                 |
| Józef Gąsienica Sobczak                                            | 15 km (m)             | 44e       | 56.39 (+7.00)                                    |
| Tadeusz Kwapień                                                    | 15 km (m)             | 16e       | 52.45 (+3.06)                                    |
| Tadeusz Kwapień                                                    | 30 km (m)             | 12e       | 1:49.09 (+5.03)                                  |
| Andrzej Mateja                                                     | 15 km (m)             | 23e       | 53.42 (+4.03)                                    |
| Józef Rubiś                                                        | 15 km (m)             | 34e       | 54.47 (+5.08)                                    |
| Józef Rubiś                                                        | 30 km (m)             | 23e       | 1:53.57 (+9.51)                                  |
| Józef Rubiś Józef Gąsienica Sobczak Tadeusz Kwapień Andrzej Mateja | 4x10 km estafette (m) | 9e        | 2:25.55 (+10.25) (37.03 / 36.40 / 35.49 / 36.23) |
|                                                                    |                       |           |                                                  |
| Maria Gąsienica Bukowa                                             | 10 km (v)             | 16e       | 41.09 (+2.58)                                    |
| Józefa Pęksa                                                       | 10 km (v)             | 17e       | 41.28 (+3.17)                                    |
| Zofia Krzeptowska                                                  | 10 km (v)             | 18e       | 41.37 (+3.26)                                    |
| Helena Gąsienica Daniel                                            | 10 km (v)             | 24e       | 43.09 (+4.58)                                    |
| Maria Gąsienica Bukowa Józefa Pęksa Zofia Krzeptowska              | 3x5 km estafette (v)  | 5e        | 1:13.20 (+4.19) (24.30 / 24.10 / 24.40)          |

### Noordse combinatie
| Olympiër                  | Discipline | Resultaat | Prestatie                                                                |
| ------------------------- | ---------- | --------- | ------------------------------------------------------------------------ |
| Franciszek Gąsienica Groń | mannen     | Brons     | 436,800 punten schans: 203,0 (66,5+72,5+71,5 m) 15 km: 233,800 (57.55)   |
| Aleksander Kowalski       | mannen     | 15e       | 422,200 punten schans: 210,5 (69,5+74,0+75,0 m) 15 km: 211,700 (1:03.37) |
| Józef Daniel Krzeptowski  | mannen     | 29e       | 396,100 punten schans: 173,5 (57,0+62,0+60,5 m) 15 km: 222,600 (1:00.48) |
| Jan Raszka                | mannen     | 32e       | 387,900 punten schans: 182,5 (64,0+65,0+64,5 m) 15 km: 205,400 (1:05.15) |

### Schansspringen
| Olympiër                 | Discipline | Resultaat | Prestatie                  |
| ------------------------ | ---------- | --------- | -------------------------- |
| Władysław Tajner         | mannen     | 16e       | 201,0 punten (74,0+76,5 m) |
| Andrzej Gąsienica Daniel | mannen     | 20e       | 198,5 punten (78,0+74,5 m) |
| Roman Gąsienica Sieczka  | mannen     | 25e       | 189,5 punten (77,5+71,5 m) |
| Józef Huczek             | mannen     | 30e       | 185,0 punten (70,5+67,0 m) |

### IJshockey
| Olympiër | Discipline | Resultaat | Prestatie |
| --- | ---------- | --------- | --- |
| Władysław Pabisz Edward Kocząb Janusz Zawadzki Kazimierz Chodakowski Stanisław Olczyk Mieczysław Chmura Henryk Bromowicz Józef Kurek Zdzisław Nowak Szymon Janiczko Adolf Wróbel Kazimierz Bryniarski Marian Herda Hilary Skarżyński Bronisław Gosztyła Rudolf Czech Alfred Wróbel | mannen     | 8e        | voorronde groep B: 0 - 4 Polen - Verenigde Staten 3 - 8 Polen - Tsjecho-Slowakije plaatsingsronde 7e t/m 10e plaats: 6 - 2 Polen - Zwitserland 4 - 3 Polen - Oostenrijk 2 - 5 Polen - Italië |

Australië · België · Bolivia · Bulgarije · Canada · Chili · Duits eenheidsteam · Finland · Frankrijk · Griekenland · Groot-Brittannië · Hongarije · IJsland · Iran · Italië · Japan · Joegoslavië · Libanon · Liechtenstein · Nederland · Noorwegen · Oostenrijk · Polen · Roemenië ·  Sovjet-Unie · Spanje · Tsjecho-Slowakije · Turkije · Verenigde Staten · Zuid-Korea · Zweden · Zwitserland